# Спеннімур Таун
«Спеннімур Таун» (англ. Spennymoor Town F.C.) — англійський футбольний клуб з однойменного міста. Виступає в Національній лізі Північ, шостій за значущістю ланці футбольної системи Англії. Клуб почав грати у Північній лізі у 1931-32 роках під назвою «Евенвуд Таун». В сезоні 1956-57 команда дісталася 1-го туру Кубка Англії. У 2005 році клуб об'єднався із «Спеннімур Юнайтед», що розпався раніше того ж року. Вони почали виступати під спільною назвою «Спеннімур Таун».

## Історія
«Спеннімур Таун» було сформовано у 2005 році в результаті злиття відродженого «Спеннімур Юнайтед» та «Евенвуд Таун», який в той час був на межі зникнення. Завдяки важкій праці небайдужих людей об'єднаний клуб з'явився на початку сезону 2005/06. На чолі з Аланом Мюрреєм, уболівальники згуртувалися і утворили групу незалежних прихильників з метою самостійного керування клубом. Обидві групи подали свої пропозиції до місцевої ради, але після зустрічі в пабі «Пенні-Гілл» в Спеннімурі сторони дійшли згоди та підтримали план Алана Мюррея. Невдовзі було подано заявку і, під назвою «Спеннімур Таун», клуб було прийнято до другого дивізіону Північної Ліги (десятого за рівнем дивізіону країни).
За підсумками сезону 2006/07 клуб зайняв перше місце і підвищився у класі, а у сезоні 2012/13 «Спеннімур Таун» виграв перший трофей, ним стала Ваза Футбольної Асоціації.
У сезоні 2013/14 «Спеннімур Таун» знову зайняв перші місце і вийшов у Перший дивізіон Північної Прем'єр-ліги (восьмий рівень англійського футболу), де провів два сезони, після чого один сезон 2016/17 клуб провів у сьомому дивізіоні — Прем'єр-дивізіоні Північної Прем'єр-ліги, де зайняв друге місце і з сезону 2017/18 став виступати у Національній лізі Північ.

## Стадіон
Протягом усієї історії «Спеннімур Юнайтед», їх домашнім стадіоном був «Брурі Філд». Клуб був сформований в 1904 році. Тоді ж «Брурі Філд» перейшов у його використання. Раніше свої матчі там проводив регбійний клуб «Тадхоу». Сама земля належала броварні «Тауер Брурі», яка розташовувалася на Кінг-стріт, звідси й назва «Брурі Філд». Ця територія розташована недалеко від нижньої частини Спеннімура, на Вуд-Ву-оф-Дарем-роуд.
Найбільшу відвідуваність «Спеннімур Таун» на їх домашньому стадіоні «Брурі Філд» було зафіксовано у лютому 2013 року, коли 2667 вболівальників відвідали матч першого дивізіону Північної футбольної Ліги проти суперників з чемпіонату «Дарлінгтона 1883».

## Фанати та принципові суперники
Фан-клуб складається в основному з тих, хто підтримував «Спеннімур Юнайтед» та нових прихильників, які з часом долучилися до клубу. Прихильники «Спеннімур Таун» в основному з усіх куточків Північного Сходу Англії. Клуб також має шанувальників у всьому світі, які стежать за його розвитком через Facebook та Twitter. Маври(прізвисько клубу) були найбільш підтримуваною командою у Північній лізі сезону 2013—2014 років. Середня відвідуваність на домашніх матчах команди у цьому сезоні становила 430 глядачів.
Місцевим принциповим суперником «Спеннімура» вважається клуб «Бішоп Окленд», що є одним з найстарших членів Північної Ліги.

## Досягнення
- Володар Вази Футбольної Асоціації: 2012/13